# Kim Da-gyeom
Kim Da-gyeom (* 8. Dezember 1997 in Daejeon) ist ein südkoreanischer Shorttracker.

## Werdegang
Kim trat international erstmals bei den Juniorenweltmeisterschaften 2015 in Osaka in Erscheinung. Dort gewann er die im Mehrkampf und mit der Staffel jeweils die Goldmedaille. Seine ersten Weltcuprennen lief er zu Beginn der Saison 2019/20 in Salt Lake City. Dort belegte er den 24. Platz über 500 m, den 19. Rang über 1000 m und den dritten Platz in der Mixed-Staffel. Im weiteren Saisonverlauf kam er in Shanghai mit der Staffel und in Dresden über 1500 m jeweils auf den dritten Platz und holte in Dordrecht über 1000 m seinen ersten Weltcupsieg und errang abschließend den 12. Platz im Weltcup über 1000 m. Bei den Vier-Kontinente-Meisterschaften 2020 in Montreal gewann er über 500 m die Bronzemedaille und mit der Staffel die Goldmedaille.

## Weltcupsiege im Einzel
| Nr. | Datum            | Ort       | Disziplin |
| --- | ---------------- | --------- | --------- |
| 1.  | 15. Februar 2020 | Dordrecht | 1000 m    |

## Persönliche Bestzeiten
- 500 m   40,777 s (aufgestellt am 11. Januar 2020 in Montreal)
- 1000 m    1:23,171 min (aufgestellt am 1. November 2019 in Salt Lake City)
- 1500 m    2:16,770 min (aufgestellt am 8. Februar 2020 in Dresden)